# Columbia (navette spatiale)
OV-102
Pour les articles homonymes, voir Columbia.

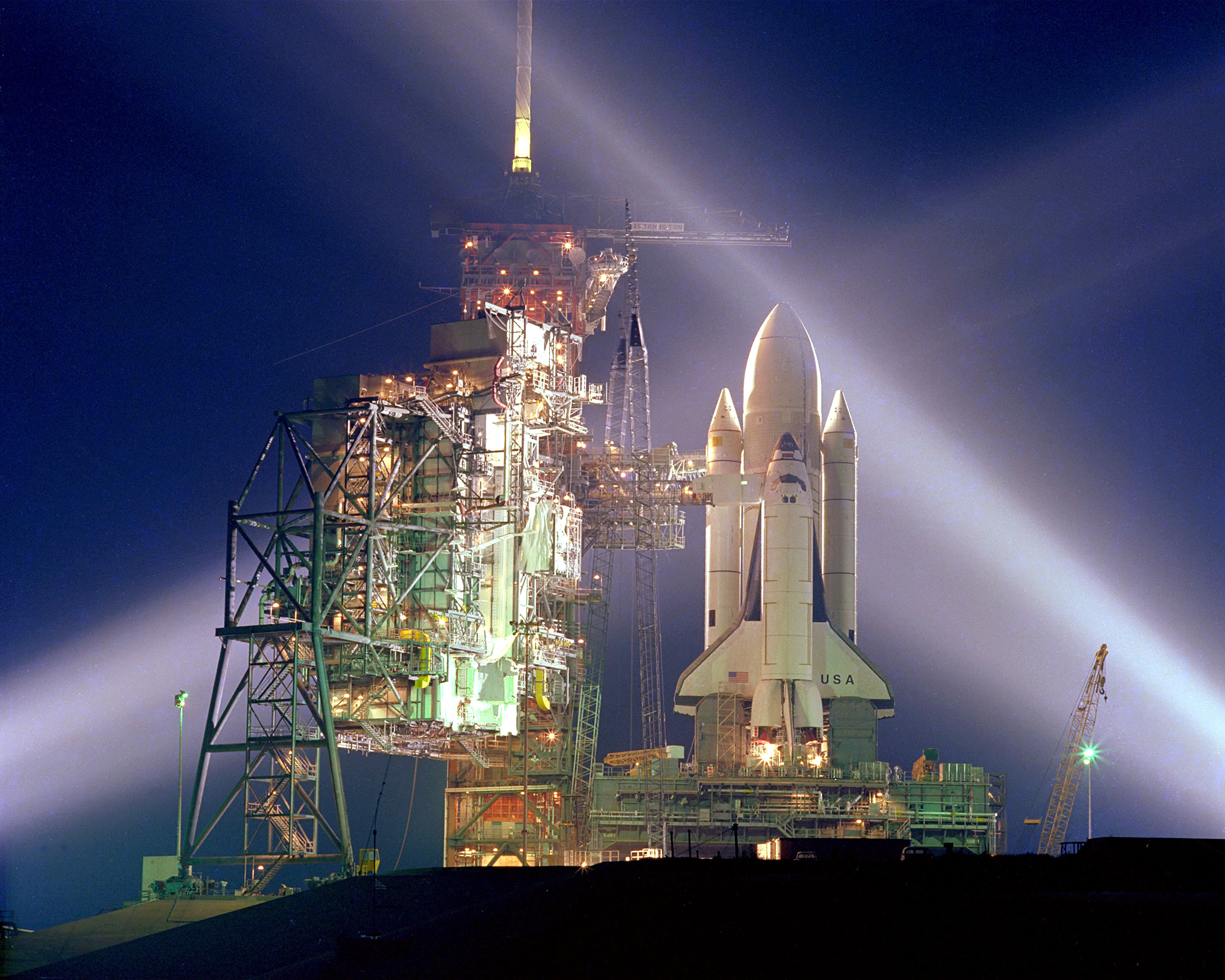
La première navette sur son pas de tir

Columbia ou OV-102 (Orbital Vehicle-102) est la première navette spatiale américaine à avoir été dans l'espace lors de son premier vol le 12 avril 1981. Elle s'est désintégrée lors de son retour sur Terre le 1er février 2003.
Le choix de son nom renvoie à une ancienne dénomination du pays : Columbia. Une autre source indique que ce nom a été choisi d'après le premier navire américain à avoir sillonné le globe, le Columbia Rediviva, et également d'après le nom du module de commande d'Apollo 11.

## Histoire
Columbia fut construite à partir de 1975 en Californie et livrée à Cap Canaveral en 1979. Le premier incident majeur impliquant Columbia eut lieu avant son premier vol, le 14 mars 1981 quand deux techniciens furent tués et quatre autres blessés lors d'un test au sol.
Construite après Enterprise, elle fut cependant la première à réaliser un vol spatial le 12 avril 1981, le jour même du vingtième anniversaire du premier vol spatial de Youri Gagarine. On s'inquiète déjà sur son sort à ce moment-là, après que des caméras ont montré que des tuiles protectrices avaient disparu de la queue de la navette lors de son décollage. Elle réalisa les cinq premières missions de la NASA utilisant ce type d'engin. 
Elle a réalisé 28 vols spatiaux pour un total de 300,74 jours en orbite, pendant lesquels elle a réalisé 4 808 rotations autour de la Terre et parcouru 201 497 772 kilomètres. Elle détient le record du plus long vol pour une navette établi lors du vol STS-80 avec 17 jours et 15 heures. Elle fut la première navette commandée par une femme, Eileen Collins, lors du vol STS-93 en 1999.
Au cours de la mission STS-107, Columbia s'est désintégrée le 1er février 2003 durant son retour sur terre, lors de la phase de rentrée atmosphérique. Les sept membres d'équipage ont péri, parmi eux Ilan Ramon, le premier astronaute israélien, et Kalpana Chawla, la première femme astronaute d'origine indienne à voler dans l'espace.

## Causes de l'accident
La commission d'enquête a conclu que l'accident était dû à la collision lors du décollage du bord d'attaque de l'aile gauche avec un bloc de mousse isolante qui s'était détaché du réservoir principal. Lors de la rentrée dans l'atmosphère, la brèche dans l'aile a permis au plasma entourant la navette de rentrer dans la structure et l’a détruite petit à petit. La destruction finale est due aux forces aérodynamiques qui se sont exercées de manière dissymétrique sur la cellule quand l'aile gauche s'est rompue.
Des problèmes humains et organisationnels, en particulier l'absence de décision prise à la suite des mémos envoyés par les ingénieurs ayant repéré la collision sur les films du décollage, la non-utilisation des moyens de l'armée de l'air américaine afin de vérifier par photographie l'état de l'aile, et l'absence de réaction de la NASA face à une anomalie qui était déjà arrivée à de nombreuses reprises lors de vols précédents ont été des facteurs de l'accident.

## Le laboratoire Spacelab

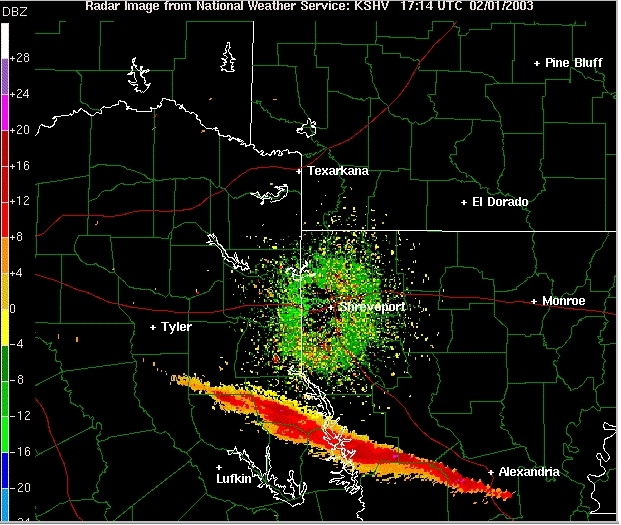
Trainée de débris repérée au sud de Shreveport, en Louisiane, par un radar météorologique.

Pour la mission STS-90, un module Spacelab fut embarqué dans la soute de Columbia. Il s'agit d'un laboratoire réutilisable comprenant un module principal pressurisé contenant le matériel d'expérimentation et un tunnel assurant la liaison avec le compartiment intermédiaire de la navette. Le module Spacelab a été mis au point par l'Agence spatiale européenne (ESA) dans le cadre d'un projet de collaboration avec la NASA au début des années 1980. Il mesure 7 mètres (23 pieds) de longueur et 3,9 mètres (13 pieds) de largeur.
Le Spacelab comporte douze bâtis, dont dix sont appelés à recevoir le matériel de laboratoire. Neurolab fut la 25e et dernière mission prévue du Spacelab, ce programme cédant la place à celui de la Station spatiale internationale.

### Membres du dernier équipage
- Commandant Rick Husband
- Copilote William McCool

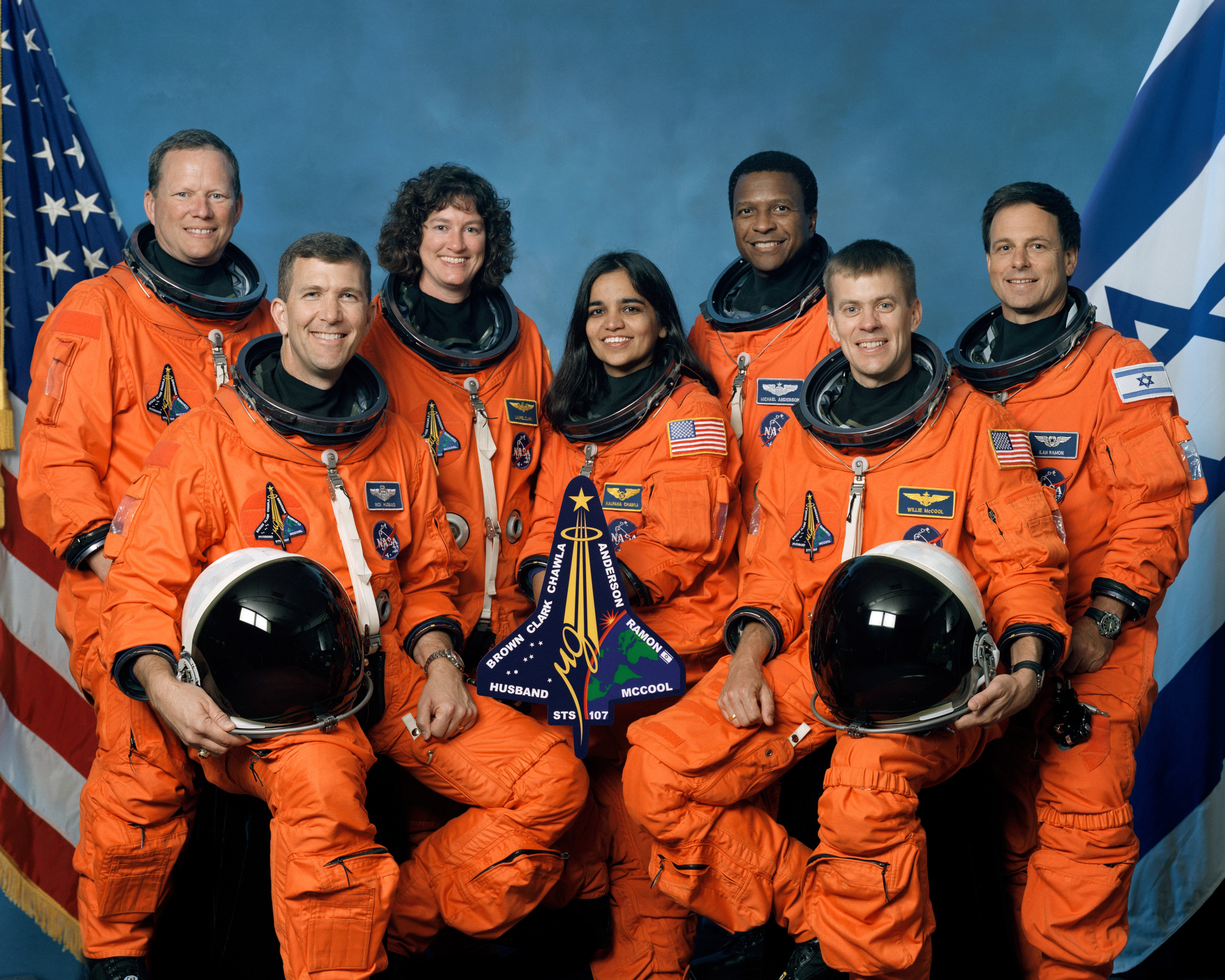
Photo officielle des sept membres de la mission STS-107

- Lieutenant-colonel Michael P. Anderson
- Kalpana Chawla
- David Brown
- Laurel Clark
- Ilan Ramon

## Missions
STS signifie Space Transportation System ou système de transport spatial. C'est le terme officiel pour désigner les navettes.
| #  | Date             | Désignation | Notes | Durée du vol        | Commandant             |
| -- | ---------------- | ----------- | --- | ------------------- | ---------------------- |
| 1  | 12 avril 1981    | STS-1       | Premier vol d'une navette Pour l'occasion, le réservoir externe attaché à l'orbiteur est de couleur blanche au lieu de sa couleur orangée habituelle. | 2 jours, 6 heures   | John W. Young          |
| 2  | 12 novembre 1981 | STS-2       | Première réutilisation d'un véhicule spatial habité                                                                                                   | 2 jours, 6 heures   | Joseph H. Engle        |
| 3  | 22 mars 1982     | STS-3       | Atterrissage à White Sands Missile Range à cause d'une mauvaise météo à la base d'Edwards                                                             | 8 jours             | Jack Lousma            |
| 4  | 27 juin 1982     | STS-4       | Dernier vol de la phase de test de la navette | 7 jours, 1 heure    | Thomas K. Mattingly    |
| 5  | 11 novembre 1982 | STS-5       | Premier équipage à quatre, première mission opérationnelle avec deux satellites mis en orbite                                                         | 5 jours, 2 heures   | Vance Brand            |
| 6  | 28 novembre 1983 | STS-9       | Premier équipage à six, dont deux civils. Premier vol d'un non américain (Ulf Merbold, RFA)                                                           | 10 jours, 7 heures  | John W. Young          |
| 7  | 12 janvier 1986  | STS-61-C    | Nombreux reports au décollage, dont un à 14 secondes de l'envol. Bill Nelson, membre du congrès à bord.                                               | 6 jours, 2 heures   | Robert L. Gibson       |
| 8  | 8 août 1989      | STS-28      | Mission militaire, déploiement de deux satellites | 5 jours, 1 heure    | Brewster H. Shaw       |
| 9  | 9 janvier 1990   | STS-32      | Récupération d'un module Long Duration Exposure Facility (LDEF)                                                                                       | 10 jours, 21 heures | Daniel C. Brandenstein |
| 10 | 2 décembre 1990  | STS-35      | Observations grâce à des télescopes ultra-violet et rayons X                                                                                          | 8 jours, 23 heures  | Vance Brand            |
| 11 | 5 juin 1991      | STS-40      | Cinquième mission "Spacelab" expérimentations biologiques sur l'équipage, des rongeurs et des poissons                                                | 9 jours, 2 heures   | Bryan D. O'Connor      |
| 12 | 25 juin 1992     | STS-50      | Expériences en microgravité | 13 jours, 19 heures | Richard N. Richards    |
| 13 | 22 octobre 1992  | STS-52      | Déploiement du Laser Geodynamic Satellite II | 9 jours, 20 heures  | James D. Wetherbee     |
| 14 | 26 avril 1993    | STS-55      | Experiences internationales en microgravité dont le module allemand Spacelab D-2                                                                      | 9 jours, 23 heures  | Steven R. Nagel        |
| 15 | 18 octobre 1993  | STS-58      | Mission Spacelab, études physiologiques sur l’équipage et des rats                                                                                    | 14 jours            | John E. Blaha          |
| 16 | 4 mars 1994      | STS-62      | United States Microgravity Payload-2 (USMP-2) | 13 jours, 23 heures | John H. Casper         |
| 17 | 8 juillet 1994   | STS-65      | International Microgravity Laboratory (IML-2). Physique et biologie en microgravité                                                                   | 14 jours, 17 heures | Robert D. Cabana       |
| 18 | 20 octobre 1995  | STS-73      | United States Microgravity Laboratory (USML-2) | 15 jours, 21 heures | Kenneth D. Bowersox    |
| 19 | 22 février 1996  | STS-75      | Tethered Satellite System Reflight (TSS-1R). Étude de la ionosphère et des champs magnétiques.                                                        | 15 jours, 17 heures | Andrew M. Allen        |
| 20 | 20 juin 1996     | STS-78      | Life and Microgravity Spacelab (LMS) | 16 jours, 21 heures | Terence T. Henricks    |
| 21 | 19 novembre 1996 | STS-80      | Deux sorties hors de la navette. Déploiement puis récupération de deux satellites                                                                     | 17 jours, 15 heures | Kenneth D. Cockrell    |
| 22 | 4 avril 1997     | STS-83      | Mission avortée au bout de 3 jours au lieu des 15 prévus, à cause d'un problème technique                                                             | 3 jours, 23 heures  | James D. Halsell       |
| 23 | 1er juillet 1997 | STS-94      | Reprise de la mission STS-83 | 15 jours, 16 heures | James D. Halsell       |
| 24 | 19 novembre 1997 | STS-87      | United States Microgravity Payload (USMP-4) | 15 jours, 16 heures | Kevin R. Kregel        |
| 25 | 13 avril 1998    | STS-90      | Neurolab - Spacelab. Effets de la microgravité sur le système nerveux                                                                                 | 15 jours, 21 heures | Richard A. Searfoss    |
| 26 | 23 juillet 1999  | STS-93      | Déploiement de Chandra X-ray Observatory | 4 jours, 22 heures  | Eileen M. Collins      |
| 27 | 1er mars 2002    | STS-109     | Entretien du télescope spatial Hubble lors de 5 sorties d'environ 7 heures chacune                                                                    | 10 jours, 22 heures | Scott D. Altman        |
| 28 | 16 janvier 2003  | STS-107     | Endommagée au décollage, la navette se désintègre lors de la rentrée dans l'atmosphère, le 1er février                                                | 15 jours, 22 heures | Rick D. Husband        |